# Consuelo Méndez
Consuelo Méndez (Caracas, 1952) es una grabadora, dibujante y muralista venezolana. Cofundó el colectivo de artistas Mujeres Muralistas en 1974.

## Trayectoria
Nació en Caracas en 1952. Se mudó a Houston en 1964 y en 1969 a California. Estudió en el Instituto de Arte de San Francisco en 1973 y obtuvo una maestría en artes plásticas con especialización en ilustración en la Universidad de California en 1976, con una tesis sobre fotoserigrafías. Sus obra busca preservar la herencia latina, a través de la representación de temas afroindígenas y mestizos, indígenas y latinoamericanos.
A principios de la década de 1970, colaboró con las muralistas chicanas Patricia Rodriguez, Graciela Carrillo e Irene Pérez para pintar murales comunitarios, lo que las llevó a la formación del colectivo Mujeres Muralistas. Méndez era la única integrante no chicana del colectivo.
En 1974, para el mural Latinoamérica, Méndez pintó el símbolo central, que representa a los diablos danzantes de Yare venezolanos, así como una familia enmarcada por un símbolo solar de los indígenas Zía y una cigüeña jabirú en la parte inferior de la composición. El foco en los diablos danzantes de Yare, reconoce a las culturas africana, indígena y mestiza, representadas como comunidades diversas que superan la colonización. Además, codiseñó el mural Para el Mercado con Carrillo para resaltar a los pueblos afroindígenas, indígenas y mestizos en lugares como Venezuela, Centroamérica y el Caribe realizando actividades que traían la comida local al mercado.
Regresó a Venezuela en 1976. Entre 1979 y 1981, estudió litografía en el Centro de Enseñanza Gráfica (CEAGRA) y donde posteriormente fue la jefa de la cátedra de grabado entre 1989 y 1991. Desde 1991 hasta 2009 fue  docente de la cátedra de Dibujo y Arte del Cuerpo e investigadora en el Instituto Armando Reverón. También fue docente de la Universidad Nacional Experimental de las Artes (UNEARTES). En 2002 participó en el programa de la Maestría práctica y crítica de los sistemas de representación visual contemporáneos del IUESAPAR.
Es miembro del Grupo Pielforma, laboratorio de investigación cuerpo-plástica con el que ha realizado performances en diferentes países, como La Vaguada de 2005 que estrenó en el Primer Encuentro de Arte Corporal (IARTES) en el Teatro Teresa Carreño.
Desde 1973 ha participado en exposiciones colectivas y salones, como el San Francisco Anual Art de 1973, el I Salón Anual de Grabado de 1977 en Maracaibo, la I Muestra de Miniaturas Gráficas de 1980; y en 1982, la I Bienal de Dibujo y Grabado y la I Bienal de La Habana.  En 2024, exhibió en Caracas, en la sede de la Fundación La Poeteca, una serie de dibujos bajo el título Rastros vivos, basados en las experiencias y relatos del diario que escribió entre 2014 y 2016, después de estar presente durante una semana con la bailarina venezolana y terapeuta corporal Daniela Pinto, que practicaba el Movimiento Auténtico, una disciplina fundada por la bailarina norteamericana Janet Adler.
Reside desde 2022 en Graz, Austria.

## Reconocimientos
En 1981 recibió el Premio Fundación Neumann de Grabado en el XXXIX Salón Arturo Michelena y, en 1984, el Premio Municipal de Artes Plásticas.
En 2022, el Museo de Arte Moderno de San Francisco (SFMOMA), lanzó la publicación digital Proyecto Proyecto Mission Murals editado por Cary Cordova para documentar y divulgar a través de su página web, la historia de Mujeres Muralistas. Incluyó, además, el estreno de Las Muralistas: Our Walls, Our Stories, un documental dirigido por Javier Briones y editado por Claudia Escobar, en el que las artistas del colectivo relatan la historia de Mujeres Muralistas, su impacto femenino en el movimiento, y su contribución para abrir espacio para futuras muralistas.